# Élection présidentielle vietnamienne de 2007
L'Assemblée nationale vietnamienne élit le Président de la République le 24 juillet 2007. Le président sortant Nguyễn Minh Triết est réélu par 98,78 % des votants.